# Куп СР Југославије у рагбију 2003.
Куп СР Југославије у рагбију 2003. је било 11. издање Купа Савезне Републике Југославије у рагбију. 
Трофеј је освојио Партизан.
| Освајач купа Југославије у рагбију 2003. |
| ---------------------------------------- |
| Рагби клуб Партизан 11. трофеј           |